# Blanshard (municipalité rurale)
Blanshard est une municipalité rurale du Manitoba située au sud-ouest de la province. La population de la municipalité s'établissait à 686 personnes en 2001.

## Territoire
Les communautés suivantes sont comprises sur le territoire de la municipalité rurale de Blanshard:
- Cardale
- Oak River

## Référence
- (en) Cet article est partiellement ou en totalité issu de l’article de Wikipédia en anglais intitulé « Rural Municipality of Blanshard » (voir la liste des auteurs).